# A Filha de Ryan
Ryan's Daughter (br / pt: A filha de Ryan ) é um filme britânico de 1970, do gênero drama, dirigido por David Lean.

## Sinopse
O filme passa-se na aldeia isolada de Killary, na península de Dingle, Irlanda, durante a Primeira Guerra Mundial. 

Rosy é casada com Charles, um pacato professor de aldeia, mas não consegue desistir da sua avassaladora paixão por um atraente oficial inglês.

## Elenco
- Robert Mitchum .... Charles Shaughnessy
- Trevor Howard .... padre Collins
- Christopher Jones .... Randolph Doryan
- John Mills .... Michael
- Leo McKern .... Thomas Ryan
- Sarah Miles .... Rosy Ryan
- Barry Foster .... Tim O'Leary
- Marie Kean .... Mrs. McCardle
- Arthur O'Sullivan .... Mr. McCardle
- Evin Crowley .... Maureen
- Douglas Sheldon .... motorista
- Gerald Sim .... capitão
- Niall Toibin .... O'Keefe

## Principais prêmios e indicações
Oscar 1971 (EUA)

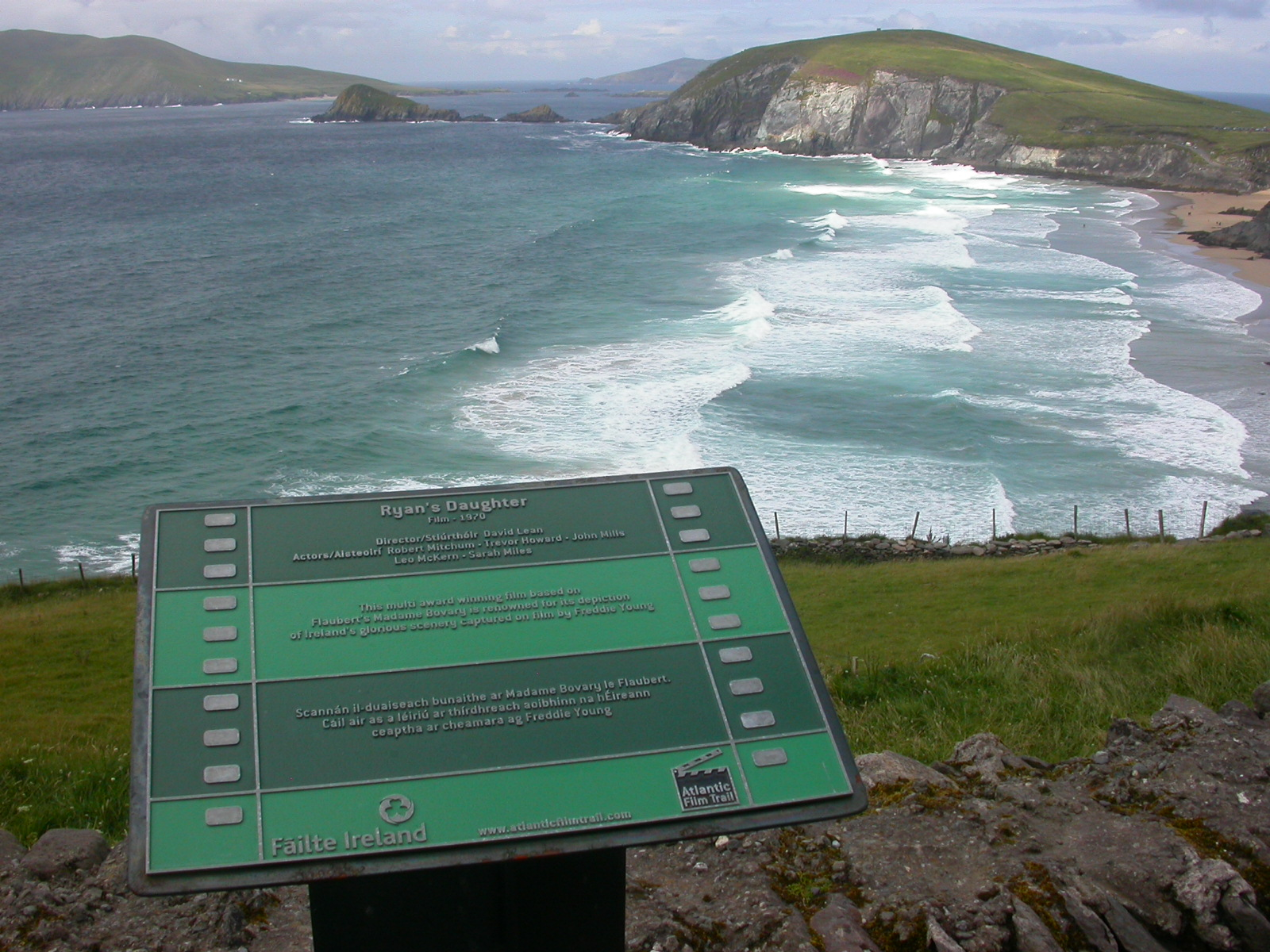
Painel alusivo às filmagens de Ryan's Daughter, em Slea Head, na Irlanda.

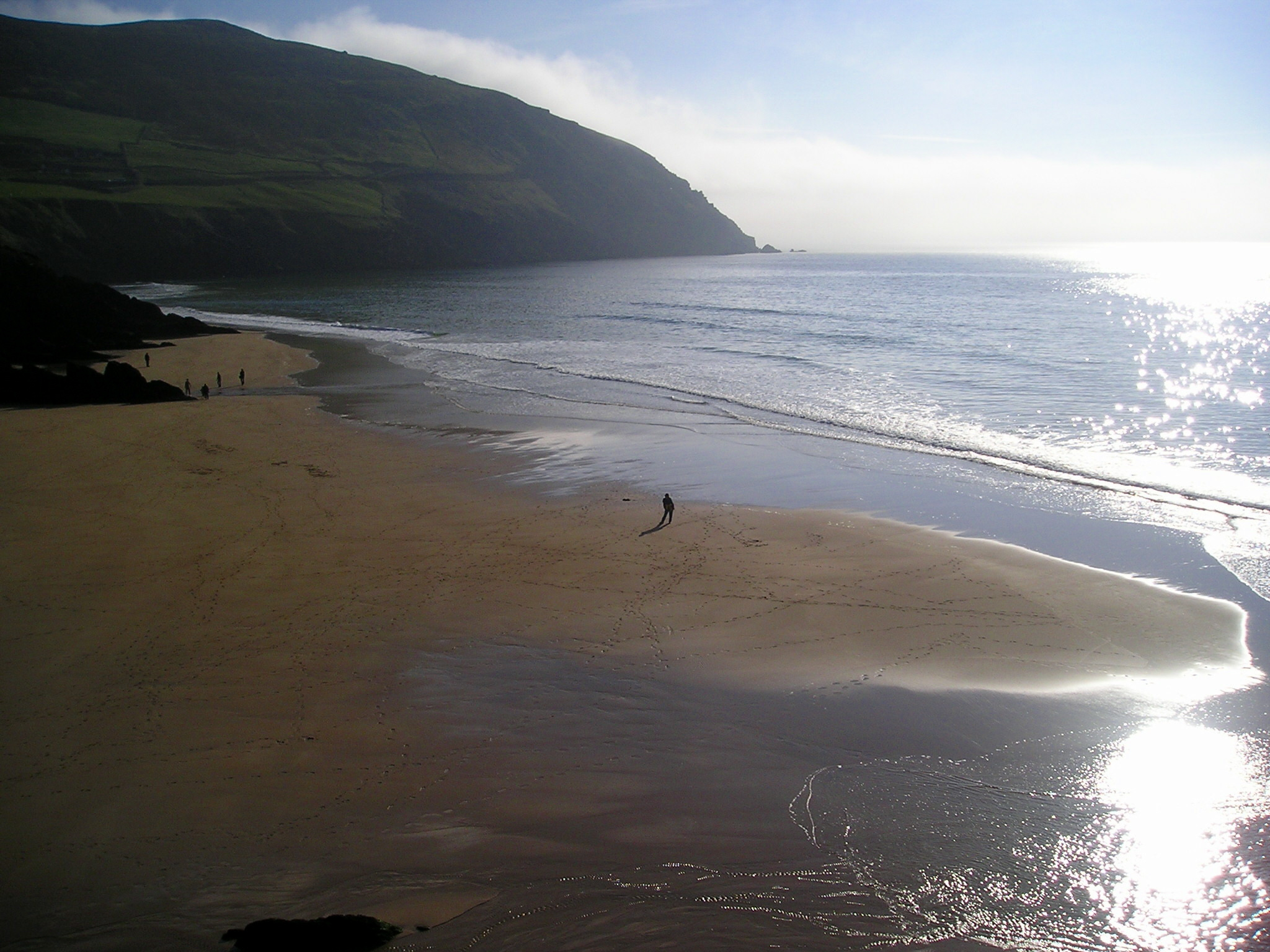
Slea Head, na Irlanda, onde Ryan's Daughter foi filmado.

- Venceu nas categorias de melhor ator coadjuvante (John Mills) e melhor fotografia.
- Indicado nas categorias de melhor atriz (Sarah Miles) e melhor som.

BAFTA 1971 (Reino Unido)
- Indicado nas categorias de melhor atriz (Sarah Miles), melhor direção de arte, melhor fotografia, melhor figurino, melhor direção, melhor filme, melhor montagem, melhor trilha sonora, melhor ator coadjuvante (John Mills) e melhor atriz coadjuvante (Evin Crowley).

Prêmio David di Donatello 1971 (Itália)
- Venceu na categoria de melhor filme estrangeira.

Globo de Ouro 1971 (EUA)
- Venceu na categoria de melhor ator coadjuvante (John Mills).
- Indicado nas categorias de melhor filme - drama e melhor ator coadjuvante (Trevor Howard).

Grammy Awards 1972 (EUA)
- Indicado na categoria de melhor trilha sonora escrita para cinema.